# Modena (Wisconsin)
Modena – miasto w Stanach Zjednoczonych, w stanie Wisconsin, w hrabstwie Buffalo.